# 19707 Tokunai
19707 Tokunai (1999 TZ12) là một tiểu hành tinh vành đai chính được phát hiện ngày 8 tháng 10 năm 1999 bởi T. Okuni ở Nanyo.